# Theophor
Als theophor (von altgriechisch θεός theós „Gott“ und φέρειν phérein „tragen“) werden Begriffe bezeichnet, die einen Gottesnamen enthalten. Dazu gehören vor allem Personennamen und Ortsnamen. Solche Namen begegnen uns in vielen Kulturen. Mehrere heute gebräuchliche Namen aus der Bibel sind theophor.

## Theophore Namen

### Personennamen (Auswahl)

#### Ägypter
- Thutmosis „Thot ist geboren“
- Ramses „Ra ist geboren“

#### Araber
- Abdullah „Diener Allahs“
- Abdul Rahman „Diener des Barmherzigen“, oder eine andere Kombination aus Abd „Diener (Allahs)“ und einem der 99 Namen Allahs

#### Assyrer
- Šamši-Adad „Meine Sonne ist Adad“
- Tukulti-Ninurta „Mein Schutz ist Ninurta“

#### Germanen
- Thorsten „Thor-Stein“
- Odinkar „Odin-Mann“

#### Griechen
- Apollodoros „Gabe von Apollon“
- Athenodoros „Gabe von Athene“
- Herakles „Ruhm der Hera“

#### Biblische Namen
- Elija (Elias) „Mein Gott ist JHWH“
- Israel „Gott kämpft“

#### Christliche Personennamen
Christliche Personennamen können in zwei Gruppen geteilt werden. Die erste umfasst Namen, die in einer nichthebräischen Sprache gebildet werden und das Wort für Gott enthalten, im Deutschen z. B. Gottfried, Gottlieb oder Gotthilf, oder auch die aus dem Griechischen entlehnten Namen Timotheos, Theodor oder Dorothea. Die zweite Gruppe umfasst biblische Namen, die das hebräische Wort für Gott (El) oder JHWH enthalten, z. B. Michael, Raphael, Johannes oder Elias.

### Ortsnamen (Auswahl)
Es gibt allein in Dänemark 86 theophore Orts- und Gewässernamen.
- Aquae Granni „Wasser des Grannus“; antiker Name von Aachen.
- Gudhjem „Götterhein“; ähnlich auch Gudme; Orte in Dänemark, und Gudhem in Schweden.
- Hermopolis „Hermes-Stadt“ in Ägypten
- Odense „Odins Ve“; Stadt auf Fünen. „Ve“ oder „Vi“ bedeutet ein Heiligtum (Viborg), sprachlich verwandt mit deutsch: Weihestätte
- Oslo „Asen-Hain“; Hauptstadt von Norwegen.
- Tarḫuntašša „die (Stadt) des Tarḫunt-“; zeitweise Hauptstadt des Hethiterreiches

## Theophorische Prozession
Eine theophorische Prozession ist eine Prozession, bei der die Gottheit, ein Götterbild oder ein göttliches Symbol mitgeführt und gezeigt wird, im Katholizismus zum Beispiel das Allerheiligste in der Fronleichnamsprozession.